# Kyle Nissen
Kyle Nissen (ur. 23 sierpnia 1979 w Calgary) – kanadyjski narciarz, specjalista narciarstwa dowolnego. Najlepszy wynik na mistrzostwach świata osiągnął podczas mistrzostw w Ruka, gdzie zajął 5. miejsce w skokach akrobatycznych. Jego najlepszym wynikiem olimpijskim jest również 5. miejsce w tej samej konkurencji na igrzyskach olimpijskich w Turynie oraz igrzyskach olimpijskich w Vancouver. Najlepsze wyniki w Pucharze Świata osiągnął w sezonie 2005/2006, kiedy to zajął 5. miejsce w klasyfikacji generalnej, a w klasyfikacji skoków akrobatycznych był drugi.

## Osiągnięcia

### Igrzyska olimpijskie
| Miejsce | Dzień     | Rok  | Miejscowość | Konkurencja        | Zwycięzca        |
| ------- | --------- | ---- | ----------- | ------------------ | ---------------- |
| 5.      | 23 lutego | 2006 | Turyn       | Skoki akrobatyczne | Han Xiaopeng     |
| 5.      | 25 lutego | 2010 | Vancouver   | Skoki akrobatyczne | Alaksiej Hryszyn |

### Mistrzostwa świata
| Miejsce | Dzień    | Rok  | Miejscowość          | Konkurencja        | Zwycięzca        |
| ------- | -------- | ---- | -------------------- | ------------------ | ---------------- |
| 14.     | 1 lutego | 2003 | Deer Valley          | Skoki akrobatyczne | Dmitrij Archipow |
| 5.      | 18 marca | 2005 | Ruka                 | Skoki akrobatyczne | Steve Omischl    |
| 13.     | 10 marca | 2007 | Madonna di Campiglio | Skoki akrobatyczne | Han Xiaopeng     |
| 10.     | 4 marca  | 2009 | Inawashiro           | Skoki akrobatyczne | Ryan St. Onge    |

#### Miejsca w klasyfikacji generalnej
- sezon 1999/2000: 19.
- sezon 2000/2001: 29.
- sezon 2001/2002: 7.
- sezon 2002/2003: 21.
- sezon 2003/2004: 36.
- sezon 2004/2005: 35.
- sezon 2005/2006: 5.
- sezon 2006/2007: 13.
- sezon 2008/2009: 14.
- sezon 2009/2010: 30.

#### Miejsca na podium
1. Heavenly Valley – 23 stycznia 2000 (Skoki akrobatyczne) – 1. miejsce
2. Mount Buller – 8 września 2001 (Skoki akrobatyczne) – 2. miejsce
3. Ruka – 5 grudnia 2003 (Skoki akrobatyczne) – 2. miejsce
4. Sauze d’Oulx – 19 lutego 2005 (Skoki akrobatyczne) – 2. miejsce
5. Špindlerův Mlýn – 5 marca 2005 (Skoki akrobatyczne) – 3. miejsce
6. Mount Buller – 3 września 2005 (Skoki akrobatyczne) – 2. miejsce
7. Changchun – 16 grudnia 2005 (Skoki akrobatyczne) – 3. miejsce
8. Changchun – 18 grudnia 2005 (Skoki akrobatyczne) – 2. miejsce
9. Mont Gabriel – 8 stycznia 2006 (Skoki akrobatyczne) – 1. miejsce
10. Deer Valley – 14 stycznia 2006 (Skoki akrobatyczne) – 3. miejsce
11. Apex – 25 lutego 2007 (Skoki akrobatyczne) – 2. miejsce
12. Lake Placid – 18 stycznia 2009 (Skoki akrobatyczne) – 2. miejsce

- W sumie 2 zwycięstwa, 7 drugich i 3 trzecie miejsca.